# キング (小惑星)
キング (2305 King) は小惑星帯に位置する小惑星。1980年9月20日、ハーバード大学天文台で発見された。
名前はアメリカ合衆国のアフリカ系アメリカ人公民権運動の指導者マーティン・ルーサー・キング・ジュニアに因んで命名された。